# نينو زيك
نينو زيك هو لاعب كرة قدم صربي في مركز الوسط، ولد في 22 يوليو 1949 في Miloševo, Jagodina ‏ في صربيا. لعب مع أتلانتا تشيفز وتلسا رافنكس ونادي أو إف كيه بيوغراد.